# La Haye-du-Puits
La Haye-du-Puits è un comune francese di 1 775 abitanti situato nel dipartimento della Manica nella regione della Normandia.

## Società

### Evoluzione demografica
Abitanti censiti